# Boricha
Boricha (in russo Бориха?) è un centro abitato del Territorio dell'Altaj, situato nell'Alejskij rajon.